# Adalto Silva
Adalton Silva de Souza (Tailândia, 18 de julho de 1998), mais conhecido como Adalto Silva, é um futebolista brasileiro que atua como meia. Começou nas categorias de base dos clubes Remo e Paysandu no Pará. Depois passou por Sparta no Tocantins e Vocem em São Paulo.
No futebol profissional Adalto atuou no Humaitá do Acre, Shkumbini na Albânia, Tiradentes no Pará, Náutico de Roraima e Luziânia de Goiás. 
Em sua passagem pelo futebol europeu da segunda divisão na Abânia, Adalto presenciou terremotos e chegou a ser vítima de intolerância religiosa. 

## Títulos
Pelo Corinthians de Presidente Prudente
- Campeão da Taça Paulista 2018[5]